# Dan Vadis
Dan Vadis (eigentlich Constantine Daniel Vafiadis; * 3. Januar 1938 in Shanghai, China; † 11. Juni 1987 in Lancaster, Kalifornien) war ein US-amerikanischer Bodybuilder und Schauspieler.
Nach seiner Armeezeit als Seemann bei der United States Navy wurde der griechischstämmige Vadis wie seine Kollegen Gordon Mitchell und Mickey Hargitay durch Mae Wests Muskelmann-Show für den Film entdeckt.
Von 1962 an trat Vadis zunächst in italienischen Peplums auf, wonach er meist Bösewichter in Krimis oder Italo-Western gab. Nach 16 europäischen Filmen ließ ihn die Freundschaft mit Clint Eastwood auch in Filmgeschäft Hollywoods Fuß fassen, wo er in einer Reihe von dessen Filmen auftrat. Den Abschluss seiner Karriere bildete ein missglückter Versuch, die Herkules-Filme wieder aufleben zu lassen.
Vadis starb in seinem Auto an einer offenbar unbeabsichtigt herbeigeführten Drogen-Überdosis.

## Filmografie (Auswahl)
- 1962: Die gewaltigen Sieben (Maciste, il gladiatore più forte del mondo)
- 1962: Kampf der Giganten (Ursus gladiatore ribelle)
- 1963: Die Flußpiraten vom Mississippi
- 1964: Der größte Sieg des Herkules (Ercole l'invincibile)
- 1964: Der stärkste Mann der Welt (Il trionfo di Ercole)
- 1964: Die siegreichen Zehn (Il trionfo dei dieci gladiatori)
- 1966: Für Dollars ins Jenseits (Deguejo)
- 1966: Kommissar X – Drei gelbe Katzen
- 1966: Tampeko – Ein Dollar hat zwei Seiten (Per pochi dollari ancora)
- 1967: Western Jack (Un uomo, un cavallo, una pistola)
- 1969: Django – Gott vergib seinem Colt (Dio perdoni la mia pistola)
- 1973: Ein Fremder ohne Namen (High Plains Drifter)
- 1973: Geier kennen kein Erbarmen (Cahill U.S. Marshal)
- 1977: Der Mann, der niemals aufgibt (The Gauntlet)
- 1978: Der Mann aus San Fernando (Every Which Way But Loose)
- 1980: Bronco Billy
- 1980: Mit Vollgas nach San Fernando (Any Which Way You Can)
- 1983: Die sieben glorreichen Gladiatoren (I sette magnifici gladiatori)